# Nazionale femminile under 23 di pallavolo del Giappone
La nazionale under 23 di pallavolo femminile del Giappone è una squadra asiatica e oceaniana composta dalle migliori giocatrici di pallavolo del Giappone con un'età inferiore di 23 anni ed è posta sotto l'egida della Federazione pallavolistica del Giappone.

## Risultati

### Campionato mondiale under 23
| Edizione | Piazzamento | Formazione   |
| -------- | ----------- | ------------ |
| 2013     | 3º posto    | Convocazioni |
| 2015     | 4º posto    | Convocazioni |
| 2017     | 9º posto    | Convocazioni |

### Campionato asiatico e oceaniano under 23
| Edizione | Piazzamento | Formazione   |
| -------- | ----------- | ------------ |
| 2015     | 4º posto    | Convocazioni |
| 2017     | 1º posto    | Convocazioni |